# Alcides Martins Loyola

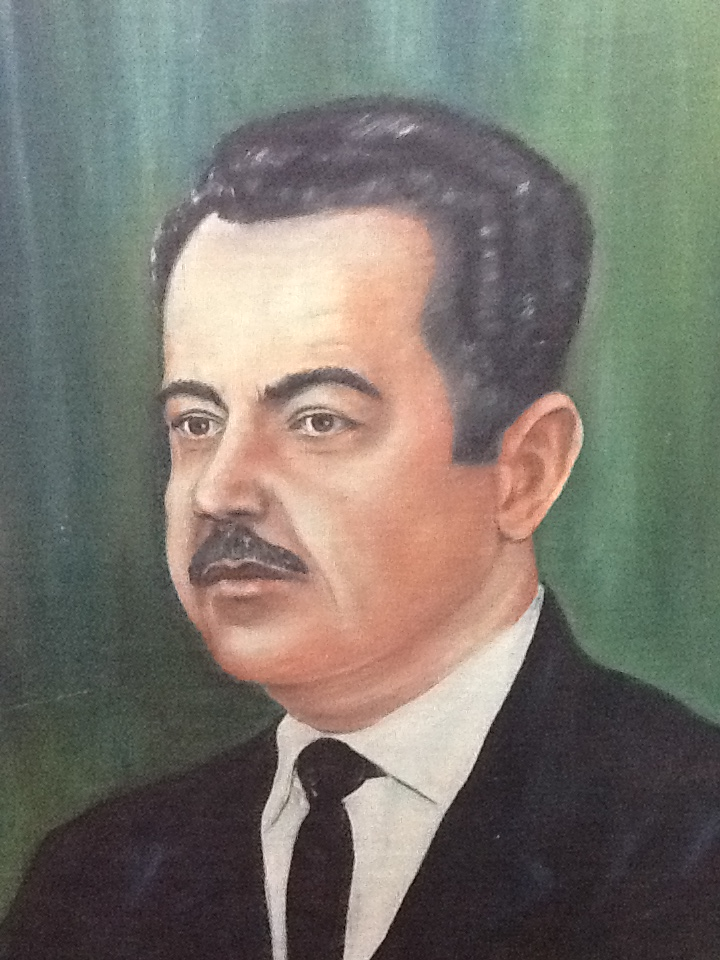
Retrato pintado em óleo de Alcides Martins Loyola, propriedade da família

Alcides Martins Loyola (Salinas, 05 de Outubro de 1913 - Montes Claros, 28 de Maio de 2001) foi um médico, empresário, educador e político brasileiro do estado de Minas Gerais. Atuou como deputado estadual em Minas Gerais na 4ª legislatura (1959-1963), como suplente. Dr. Loyola, como ficou conhecido, formou-se em 1943 em Medicina pela Universidade Federal de Minas Gerais. Como médico, clinicou em Salinas, Montes Claros e Belo Horizonte, foi fundador e diretor da Casa de Saúde Santa Helena, do Hospital São Geraldo e da Santa Casa de Montes Claros. No campo político, teve atuação destacada durante seu mandato como Deputado Estadual, tendo sido escolhido como representante da ALMG na Comissão para Incorporação do Norte de Minas na Sudene. Foi diretor fundador do Frigonorte, médico fundador da Unimed em Montes Claros e fundador da Faculdade de Medicina do Norte de Minas (Famed). No campo da educação, foi Secretário de Educação e Saúde de Montes Claros, primeiro professor titular da cadeira de Semiologia Clínica e de Gastroenterologia da Famed, diretor e fundador do Colégio Loyola de Montes Claros (que posteriormente foi vendido ao político e empresário montesclarense Ruy Muniz, que expandiu os negócios na área de ensino no Norte de Minas), além de ter sido o responsável por implantar o ensino supletivo na região norte-mineira. Alcides Martins Loyola também foi laboratorista da 5ª cadeira de Clínica Médica - serviço do Prof. Anis Dias - e do Laboratório Barros Terra, ambos no Rio de Janeiro.
Alcides Loyola casou-se com Aide Pinheiro Loyola, com quem teve 7 filhos e 16 netos. A prefeitura de Montes Claros reconheceu toda sua contribuição ao desenvolvimento da cidade e da região norte-mineira ao construir a praça Doutor Loyola, localizada na entrada do nobre bairro Ibituruna, próximo ao shopping de mesmo nome.